# 上海交通大学附属小学
上海交通大学附属小学，简称交大附小，是中国上海市徐汇区的一所小学，成立于1897年，其前身为南洋公学外院。20世纪70年代该校原名上海交通大学职工子弟小学。2008年9月1日更名为上海交通大学附属小学。

## 知名校友
- 沈心工，中国近代普通学校音乐教育第一人。[3]
- 邹韬奋，中国知名记者和出版家。[4]
- 蔡锷，中国军事家、反对袁世凯复辟的护国将领。[5]
- 赵宪初，中国教育家、上海市特级教师。
- 傅雷，中国作家、翻译家。[6]

## 相关头衔
- 联合国教科文组织EPD项目成员学校
- 中国创造学会教育专业委员会实验基地
- 上海市教育科学研究基地科技教育研究所实验学校
- 上海市教育学会中小学数学教学委员会实验基地[2]

## 相关荣誉
- 2008年度徐汇区学校绩效评估优秀单项奖

除此之外，该校师生在全国、全市的学科类、科技类和艺术类比赛中获得过相关奖项。